# Orchestra Casadei
L'Orchestra Casadei è l'orchestra da ballo più famosa e longeva d'Italia, la più popolare nel settore del ballo italiano e famosa al mondo per il suo genere musicale denominato Liscio (termine riferito al tipo di ballo). L'orchestra è divenuta celebre per aver diffuso la musica romagnola a livello italiano ed internazionale.
Fondata nel 1928 da Secondo Casadei (al secolo Aurelio Casadei), compositore ed autore di oltre mille brani fra cui la famosissima Romagna mia, nel 1960 ne entrò a far parte il nipote Raoul, che alla morte dello zio, nel 1971, ne prese la conduzione.
Dal 2000 il timone dell'Orchestra Casadei passò da Raoul al figlio Mirko, che la chiamò Beach Band, termine che si posiziona fra la big band e la spiaggia, tema predominante in tante canzoni dei Casadei. Mirko nomina il suo genere musicale pop-folk.
Tra le più importanti canzoni dell'Orchestra ricordiamo: Romagna mia, Romagna e sangiovese, Un bès in biciclèta, La mia gente, Io cerco la morosa, Il valzer degli sposati, Ciao Mare, La canta (brano con il quale partecipò al Festival di Sanremo 1974), Simpatia, Romagna capitale, La mazurka di periferia, Tavola grande e Giramondo.

## Storia

### Dalla fondazione al 1971

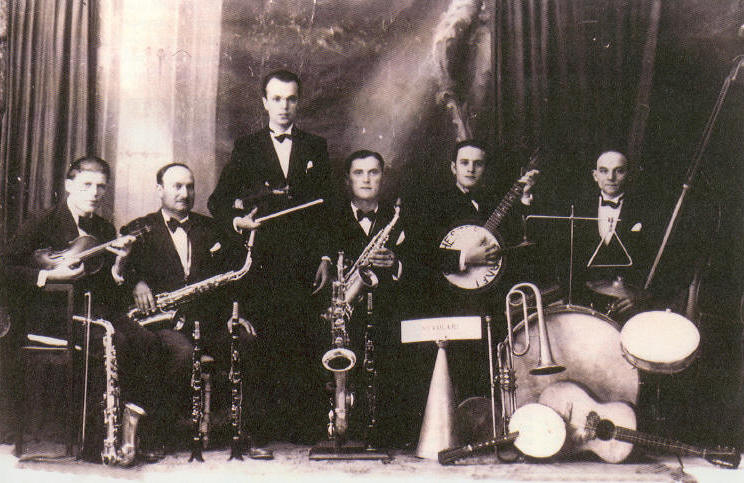
L'Orchestra Casadei nel 1928. Da sinistra a destra: Elmo Bonoli (secondo violino e sax tenore); Guido Rossi (clarinetto in do); Secondo Casadei; Primo Lucchi (sassofono e clarinetto); Giovanni Fantini (voce solista e banjo); Olindo Brighi (batteria).

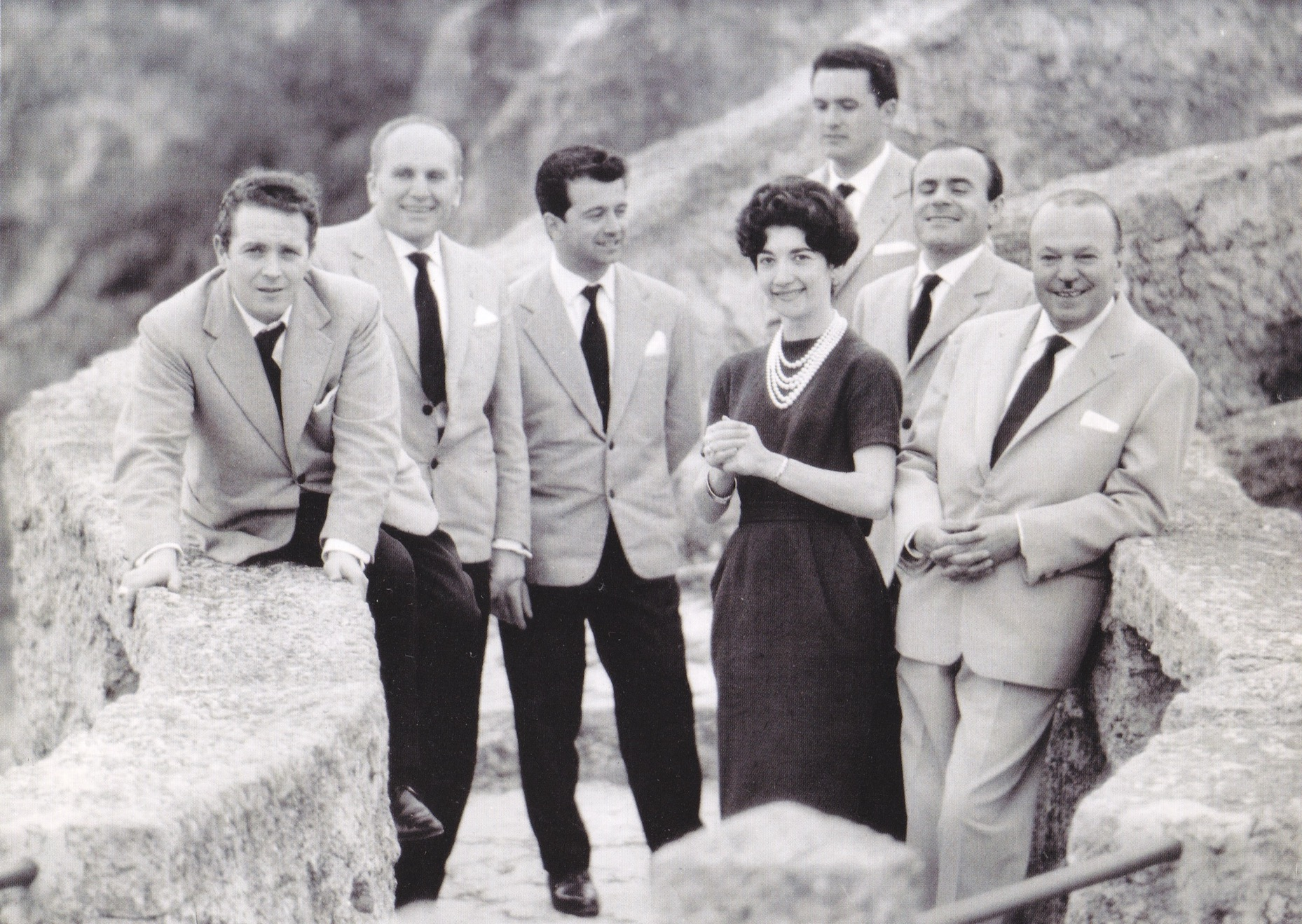
L'Orchestra Casadei nel 1957. Da sinistra a destra: Nevis Bazzocchi (batteria); Carlo Baiardi (sassofono); Germano Mariani (tromba); Arte Tamburini (voce solista); Dino Ceredi (pianoforte); Pino Flamigni (voce solista e chitarra); Secondo Casadei.

Negli anni venti del XX secolo la formazione tipica di un'orchestra di musica popolare era composta da: due violini, clarinetto in Do, chitarra e contrabbasso. Il repertorio dei gruppi era composto da ballabili, scritti quasi sempre dal capo-orchestra, e da brani tratti dalle arie d'opera o di operetta, con l'aggiunta di qualche valzer.
Secondo Casadei (1906-1971), violinista dell'orchestra di Emilio Brighi (figlio di Carlo, il capostipite del liscio romagnolo), decise a poco più di vent'anni di mettere in piedi una propria formazione. La grande novità di Secondo Casadei fu l'inserimento di nuovi strumenti, che provenivano dal jazz, come il saxofono, la batteria ed il banjo, ed inoltre l'introduzione del cantante e della canzone ballabile dialettale. Il debutto dell'Orchestra Casadei avvenne a Gatteo Mare, all'inizio dell'estate 1928 alla Pensione Rubicone.
Negli anni 1930 Secondo Casadei con la sua orchestra partecipò alle cosiddette "disfide musicali" fra le orchestre. Una di esse si tenne nell'agosto 1930 nella località termale di Fratta (Forlì). La vittoria del confronto incrementò notevolmente la popolarità dell'orchestra in tutta l'area forlivese e cesenate. Secondo Casadei creò uno stile che iniziò ad essere imitato dalle altre orchestre romagnole: elevata professionalità, musicisti sempre in divisa impeccabile,  voglia di far divertire il pubblico.
Negli primi anni del secondo dopoguerra i romagnoli scoprirono nuovi balli, provenienti da oltreoceano: tra tutti, il boogie-woogie. La gente iniziò a chiedere soprattutto questi balli e le orchestre si dovettero adeguare. 
L'orchestra Casadei, rimasta ancorata al repertorio tradizionale, attraversò un periodo molto difficile e tempi molto duri. Ma il maestro Secondo Casadei non volle arrendersi ai balli americani ed in quel periodo fu l'unico che continuò a proporre al pubblico la musica della sua terra.
Nel 1952 Secondo Casadei introdusse una novità: inserì, per la prima volta nella storia delle orchestre romagnole, una cantante fissa, la diciassettenne faentina Arte Tamburini. Nel 1954 l'Orchestra riscosse un successo internazionale con il valzer Romagna mia , scritta proprio da Secondo Casadei. Fu Radio Capodistria (stazione jugoslava di lingua italiana che raggiungeva tutto il Nord Italia) a contribuire a diffondere la musica di Casadei. A quel tempo la radio italiana non dava importanza al liscio, considerandolo “musica campagnola”. Radio Capodistria, che invece diede spazio nel programma "Musica per voi" al repertorio dell'orchestra Casadei ed in particolare a Romagna mia, iniziò a ricevere lettere da ascoltatori italiani che esprimevano il loro gradimento per il valzer di Casadei, richiedendo di ascoltarlo più volte al giorno. Inoltre anche i juke box, arrivati proprio in quegli anni, ed i turisti che arrivavano sulla riviera romagnola contribuirono a diffondere questa canzone, che in poco tempo divenne popolarissima anche al di fuori della Romagna.
Nel 1960 fece il suo ingresso nella formazione il nipote Raoul Casadei (figlio di Dino, fratello di Secondo, autista ufficiale della compagnia), all'epoca ventitreenne. Da allora Raoul divenne coautore di tante canzoni eseguite dall'orchestra. Insieme allo zio scrisse brani che si caratterizzavano per i testi divertenti e scanzonati (Il valzer degli sposati, Io cerco la morosa ed altre). A metà degli anni sessanta Io cerco la morosa fu trasmessa nel programma RAI Alto gradimento, condotto dal duo Arbore-Boncompagni: fu un nuovo grande successo dell'orchestra. Nel 1965 fece il suo ingresso nell'orchestra il sassofonista Ivano Nicolucci, seguito poco dopo dal clarinettista Franco Bergamini. Entrambi rimangono tra i più grandi solisti ad aver suonato nell'Orchestra Casadei.
Nel 1967 la formazione assunse la nuova denominazione di «Orchestra Spettacolo Secondo & Raoul Casadei». Altra novità fu l'introduzione, tra gli strumenti, dell'organo elettrico, molto in voga all'epoca tra i gruppi rock. Nel 1969 sei musicisti (metà dell'organico) abbandonarono insieme l'orchestra per fondare un nuovo gruppo, il Folklore di Romagna. Tra essi anche Arte Tamburini. Fu la defezione più pesante subita dall'orchestra, che dovette essere ricostruita. Arrivarono il fisarmonicista Al Pedulli, il trombettista Renzo Vallicelli (detto il Gagino e più tardi ribattezzato Il Rosso), che andarono ad affiancare il bassista Giorgio Pullini (Giorgione), il batterista Alberto Parmiani (Padre Mariano), Ivano Nicolucci, Franco Bergamini, ed i cantanti.
Con la nuova orchestra, nel 1970 arrivò la partecipazione al programma televisivo Seimilauno (organizzato da Vittorio Salvetti), trasmesso in diretta dal Palazzetto dello Sport di Torino e nel 1971 sempre Salvetti invitò Secondo Casadei e la sua orchestra al Festivalbar, che partecipò fuori concorso alla gara canora estiva.
Il 19 novembre 1971 morì il leader e fondatore, Secondo Casadei, qualche settimana dopo il suo ultimo concerto a Porto Fuori (RA).

### Dal 1971 al 2000: l'era di Raoul Casadei

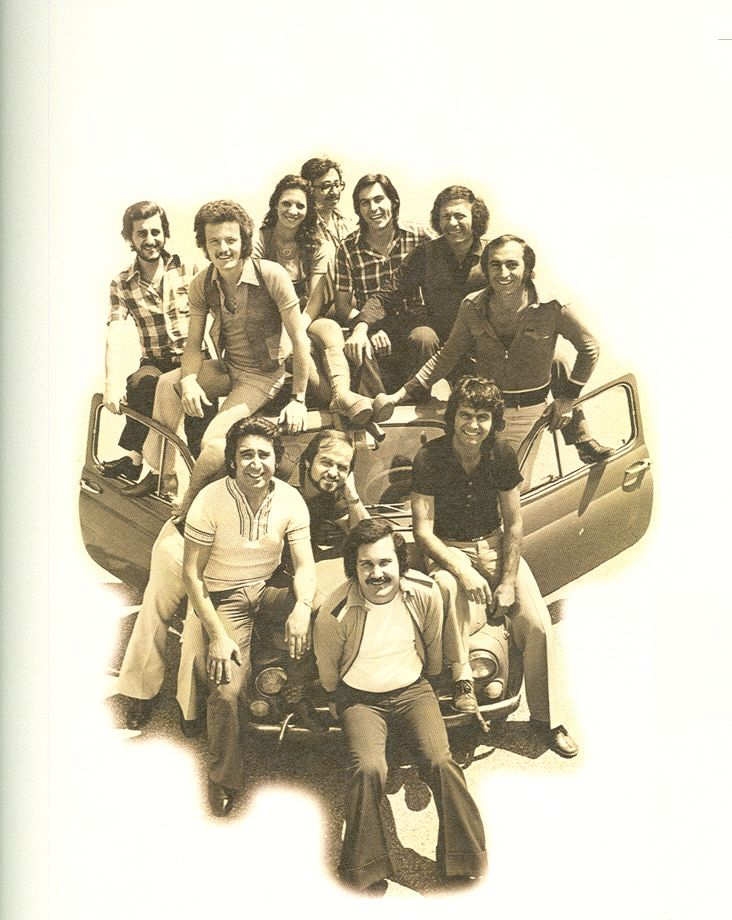
L'Orchestra di Raoul Casadei in una foto dei primi anni settanta.

Alla morte dello zio, Raoul Casadei si trovò davanti ad un bivio: continuare la sua carriera di maestro di scuola o prendere in mano le redini dell'Orchestra, raccogliendo l'eredità di Secondo Casadei. La sua prima scelta fu quella di continuare ad insegnare ma in seguito, grazie alla fortissima spinta di delegazioni di persone e degli appassionati di ballo liscio, che non volevano che l'orchestra Casadei si fermasse, Raoul lasciò la scuola seguendo il suo istinto di musicista e di comunicatore.
Con l'ingresso di Raoul avvennero importanti cambiamenti nell'organico: lasciarono l'orchestra alcuni musicisti storici, come il pianista Ivan Novaga, il clarinettista Franco Bergamini, il sassofonista Ivano Nicolucci, sostituiti da nuovi membri. Arrivarono i clarinettisti Robertino e «Ruspa», il fisarmonicista Al Pedulli e il sassofonista Enrico Muccioli, che divenne il braccio destro di Raoul per i successivi trent'anni.

#### Il pullman Casadei, il nuovo stile ed i grandi successi
Raoul continuò a rinnovare l'immagine generale dell'orchestra, con l'obiettivo di dare al liscio una veste di simpatia e di modernità. La canzone che diede il via al successo della nuova formazione fu Ciao mare, scritta da Raoul (insieme a Enrico Muccioli ed Al Pedulli) nel 1973.
Ciao Mare divenne un vero e proprio tormentone estivo. Nel giro di pochi anni l'orchestra si trovò catapultata in una dimensione fino ad allora inimmaginabile: centinaia di migliaia di dischi venduti, quartieri alti delle hit parade, un fittissimo calendario di trasferte in giro per l'Italia ed un pullman Gran turismo (che c'era già con Secondo Casadei a partire dal 1970) che Sorrisi e Canzoni TV ritrasse in copertina accompagnandolo dal titolo "Esplode il liscio in Italia".

#### La partecipazione al Festivalbar, al Disco per l'Estate e al Festival di Sanremo
Vittorio Salvetti decise di far partecipare l'orchestra al Festivalbar del 1973. Quell'edizione del Festivalbar aveva come ospiti i Bee Gees, Elton John, Paul McCartney, Patty Pravo, Mia Martini, i Nomadi e, fuori concorso, Lucio Battisti. Ciao Mare non riuscì a vincere il Festivalbar ma la canzone balzò al terzo posto nelle classifiche nazionali; l'album vendette 300 000 copie. Nel 1974 l'Orchestra Casadei, invitata da Salvetti, partecipò anche al Festival di Sanremo con la canzone La canta (Casadei-Muccioli-Pedulli), interpretata da Edgardo Gelli e Rita. Non riuscì però ad entrare alla fase finale. Quell'anno entrò nell'organico Mauro Carlini, cantante solista, che in breve tempo diverrà noto al pubblico come Mauro Ferrara.
L'estate del 1975 fu da ricordare per la partecipazione sia al Disco per l'estate sia al Festivalbar, le due massime manifestazioni canore della stagione calda. L'Orchestra cantò Giramondo. 
Nel mese di febbraio 1976 l'Orchestra Casadei partecipò alle riprese del film Vai col liscio. Casadei eseguì diversi brani, tra cui Concerto popolare, sigla dei titoli di testa del film.

L'iniziativa che, forse, più delle altre caratterizzò il momento di massima espansione e di visibilità dell'Orchestra Casadei fu la partecipazione al Giro d'Italia del 1976 (21 maggio - 12 giugno). L'Orchestra, a bordo di una nave montata sul telaio di un autotreno, anticipava per le strade l'arrivo dei ciclisti, "galleggiando" tra la folla proponendo balli e musica dal vivo. La sera, dopo che la tappa si era conclusa, da un camion spuntava una pista da ballo e la nave-tir si accostava ad essa diventando un vero palcoscenico sul quale salivano, assieme all'Orchestra Casadei, artisti come Pippo Baudo, Loredana Bertè, Mia Martini, Marcella e Gino Bramieri. In estate l'Orchestra si esibì al Festivalbar per la terza volta cantando Amico sole. Fu l'ultima partecipazione alla manifestazione canora di Vittorio Salvetti.
Nel 1978 l'orchestra eseguì la sigla iniziale della trasmissione televisiva Domenica In condotta da Corrado su Rai 1. La canzone s'intitola E viene sabato e poi domenica. Nel video appaiono i componenti dell'orchestra.

#### Gli anni '80
Negli anni '80, forse anche a causa dell'arrivo della Disco music nei locali italiani, la fama dell'Orchestra scemò anche se la formazione rimase un punto di riferimento per gli amanti del ballo liscio.
In questi anni Raoul si trovò di fronte, poi, allo stesso problema che aveva amareggiato lo zio in passato: alcuni musicisti, dopo una carriera in ascesa all'interno dell'orchestra, lasciarono il complesso per mettersi in proprio. Fu il caso del trombettista Renzo Vallicelli che, con la cantante Luana Babini (voce solista dell'Orchestra dal 1980 al 1990), formò un proprio gruppo che chiamò “Renzo e Luana”.

#### Gli anni '90
La formazione di Casadei fa il suo ingresso negli anni '90 dovendo fronteggiare alcuni problemi: la concorrenza di altre orchestre, il successo dei nuovi generi musicali proposti nei locali da ballo e le defezioni dei musicisti.
Nel 1992 il Maestro Enrico Muccioli, autore e braccio destro di Raoul, abbandona l'orchestra per andare in pensione.
Raoul Casadei affronta questi problemi puntando, come già in passato, sugli artisti. Anzitutto fa quadrato attorno ai membri storici, ridotti a conti fatti al solo Mauro Ferrara, ed introduce nuovi artisti, in primo luogo Moreno Conficconi, detto "il Biondo", che per una decina d'anni sarà il nuovo leader e conduttore dell'orchestra prendendo il posto di Renzo Vallicelli, e Fiorenzo Tassinari, che con il suo sassofono ed il suo stile in poco tempo riesce a conquistare critica e pubblico.
Raoul Casadei continua a guidare artisticamente l'orchestra e a comporre diversi brani musicali di successo, anche se non sempre è presente sul palco. A guidare l'orchestra sul palco è Moreno Conficconi. Questa nuova formazione vede l'Orchestra protagonista al carnevale di Rio De Janeiro, oltre che nel video clip La terra dei cachi con Elio e le Storie Tese.
Con il volgere del secolo, Raoul decide di ritirarsi definitivamente dalle scene e di cedere la guida dell'orchestra al figlio Mirko Casadei (nato nel 1972) che rinomina l'orchestra  «Mirko Casadei Beach Band».

## I Casadei nelle canzoni
L'Orchestra Casadei è oggetto di citazioni anche da parte di molti giovani artisti: Caparezza in Tutto ciò che c'è (“Io vorrei che i Backstreet Boys fossero gay, che le teenager amassero Casadei.”) gli Articolo 31 in Tranqi Funky “Tutto fila liscio come con il Casadei”, Gabry Ponte in Figli di Pitagora (“Siamo figli di Pitagora e di Casadei, di Macchiavelli e di Totò”), Paolo Belli in Sia lodata la musica (“Lunga vita ai D.J. a Pino, a Casadei, a Jack & Elwood, ai dischi di Battisti...”), J-Ax in I vecchietti fanno O (“Nelle balere metteremo i dj, l'orchestra Casadei suonerà i Green Day”) e i Ridillo in Folk'n' funk (“Da piccolo in macchina coi miei sentivo un misto fra la dance e Casadei”).
Da ricordare anche Elio e le Storie Tese al Festival di Sanremo 1996 con La terra dei cachi e Samuele Bersani con Goran Bregović al Festival di Sanremo 2012 che canta Romagna Mia in versione folk balcanica. Poi tanti artisti, anche internazionali che in tour in Italia hanno omaggiato la musica di Casadei, da Gloria Gaynor con una Romagna Mia soul ai Deep Purple con l'assolo Don Airey, sempre in omaggio al più celebre brano di Secondo Casadei

## Le imitazioni
Nel corso degli anni nacquero diverse orchestre “Casadei” (Raoul arrivò a contarne addirittura undici) che, sfruttando parentele vere o presunte, trovarono facili ingaggi come orchestre di musica da ballo. “Casadei” è un cognome abbastanza comune in Romagna. Alcuni impresari senza scrupoli sfruttarono il successo dell'Orchestra Spettacolo ingaggiando persone con quel cognome e mettendole sul palco: se non sapevano suonare, si limitavano a dirigere i musicisti.

## Formazioni dell'Orchestra Casadei
Formazione del 1928
La prima formazione ufficiale guidata da Secondo Casadei risale al 1928: 
- Secondo Casadei (violino)
- Giuseppe Fantini (clarinetto)
- Augusto Orlandi (secondo violino)
- Giovanni Fantini (chitarra)
- Giovanni Zangheri detto Cãuda (batteria)
- Primo Lucchi, detto Balilòun (sassofono)

Secondo Casadei è il primo musicista romagnolo ad introdurre e ad usare stabilmente: la batteria (detta e' jazz) e il sassofono (contralto). Tipica dello stile Casadei fu la combinazione fra clarinetto in do, che "fiorisce", e sax contralto, che suona la melodia. Fu inoltre il primo a utilizzare il banjo in alternativa alla chitarra.
1930
Giovanni Fantini è il primo cantante solista dell'orchestra:
- Secondo Casadei (primo violino)
- Giovanni Fantini, detto Pizaréin (chitarra, banjo, voce e presentatore)
- Guido Rossi, detto Poiali, (clarinetto in do e sassofono)
- Elmo Bonoli, detto Manàga (secondo violino)
- Primo Lucchi, detto Balilòun (sassofono contralto e clarinetto)
- Olindo Brighi, detto Faraòn (contrabbasso)
- (successivamente): Leo Sirri (batteria)

1940
Nel 1940 l'orchestra Casadei era composta da:
- Olindo Brighi
- Guido Rossi
- Elmo Bonoli
- Primo Lucchi
- Anselmo Fenati
- Giovanni Fantini
- Orlando Bargossi

1948 circa
- Secondo Casadei (violino)
- Giovanni Fantini, chitarra e canto
- Marino Gori, tromba
- Lucchi, Rossi, Carlo Baiardi ed Elmo Bonoli ai sassofoni e clarinetti
- Pasquale Vincenzi, fisarmonica
- Nevis Bazzocchi, batteria
- Gilberto Fiammenghi, contrabbasso

1955
- Secondo Casadei (violino e contrabbasso)
- Arte Tamburini (canto principale)
- Derna Bondi (canto)
- Germano Mariani (tromba)
- Pino Flamigni (clarinetto e canto)
- Carlo Baiardi (sassofono)
- Nevis Bazzocchi (batteria)
- Dino Ceredi (fisarmonica)

1960
- Secondo Casadei (violino e contrabbasso)
- Raoul Casadei (chitarra)
- Arte Tamburini (voce)
- Pino Flamigni (clarinetto e canto)
- Carlo Baiardi (sassofono)
- Nevis Bazzocchi (batteria)
- Dino Ceredi (fisarmonica)
- Giacomo Zozzi (fisarmonica e tromba)
- Tonino Zoli, detto Tugnàz (clarinetto in Do)

Carlo Baiardi lasciò Casadei nel 1962 per formare un proprio gruppo. Fu la prima defezione di un musicista cresciuto nell'orchestra. Il fatto addolorò Secondo Casadei, che però negli anni seguenti dovette subire le defezioni di altri musicisti.
1967
«Orchestra Spettacolo Secondo & Raoul Casadei». La prima formazione:
- Secondo Casadei (violino)
- Raoul Casadei (chitarra)
- Arte Tamburini (voce)
- Giovanni Bendandi (voce)
- Giorgio Pullini (chitarra)
- Ivan Novaga (tastiere)
- Ivano Nicolucci (sax contralto)
- Giacomo Zozzi (tromba)
- Tonino Zoli, detto Tugnàz (clarinetto in Do)
- Nevis Bazzocchi (batteria)

1970
«Orchestra Spettacolo Secondo & Raoul Casadei». La seconda formazione:
- Secondo Casadei (violino)
- Raoul Casadei (chitarra)
- Anna Rita Baldoni, "la Cossia" (voce)
- Pino Flamigni (voce)
- Giorgio Pullini (basso)
- Ivan Novaga (tastiere)
- Al Pedulli (fisarmonica)
- Ivano Nicolucci (sax contralto)
- Renzo Vallicelli, "il Rosso" (tromba)
- Franco Bergamini, "Terremoto" (clarinetto in do)
- Alberto Parmiani (voce e batteria)
- Palma Calderoni (voce)
- Nadia Betti (voce)

1972
- Raoul Casadei
- Enrico Muccioli
- Al Pedulli
- Roberto Liverani ("Robertino")
- Edgardo Gelli (dal 1974 Mauro Ferrara)
- Annarita Baldoni ("Rita")
- Lorenzo Vallicelli ("Renzo il rosso")
- Giorgio Pullini ("Giorgione")
- Enrico Aldini ("Lucio di Cesenatico")
- Mario Rustignoli ("Ruspa")
- Sauro Rocchi ("la Grinta").

1986
- Raoul Casadei
- Enrico Muccioli
- Al Pedulli
- Claudia Bracci
- Roberto Liverani
- Mauro Ferrara
- Luana Babini
- Lorenzo Vallicelli
- Federico Pullini
- Enrico Aldini
- Piergiorgio Martinetti
- Sauro Rocchi

Anni '90
- Raoul Casadei (presente sul palco solo in alcune serate)
- Moreno "il Biondo" Conficconi (Presentazioni, chitarra e clarinetto)
- Mauro Ferrara (Voce)
- Fiorenzo Tassinari (Sax)
- Piergiorgio Martinetti (?) (Chitarra)
- Walter Giannarelli (Fisarmonica)
- Cesare Pedoni (tromba)
- Sauro Rocchi "La Grinta" (Batteria)

2006
- Fabiana Rignelli (Voce femminile)
- Daniela Fiorentino (Voce femminile)
- Mirko Casadei (Voce, Chitarra)
- Gil Da Silva (Tromba, Percussioni, Voce)
- Stefano Cocon (Tromba)
- Giuseppe Satanassi (Trombone)
- Sebastiano Ragusa "Ragusa Bros " (Sax)
- Nico Ragusa "Ragusa Bros" (Clarino,Sax, Voce)
- Manuel Petti (Fisarmonica)
- Nicoletta Bassetti (Violino)
- Gabriele Riceputi "Lele il Saraceno " (Chitarra, Voce)
- Roberto Pagani "Amadeus " (Tastiere)
- Loris Bresciani (Basso)
- Fabio Nobile (Batteria)

2015
- Claudia Celi (voce femminile)
- Mirko Casadei (voce, chitarra)
- Gil Da Silva (tromba, percussioni, voce)
- Marco Lazzarini (sax, clarino)
- Manuel Petti (fisarmonica, tastiere)
- Stefano Giugliarelli (chitarra, voce)
- Damiano Trevisan (batteria)
- Giuseppe Zanca (basso, tromba)

## Discografia

### Album in studio
- 1970 - La bandiera romagnola (Fonit Cetra, LPP 149)
- 1971 - Romagna addio (Fonit Cetra, LPP 177)
- 1971 - Raoul e la Romagna ricordano Secondo Casadei (Fonit Cetra, LPP 182)
- 1972 - Dire, fare... baciare (Fonit Cetra, LPP 193)
- 1973 - La mazurka di periferia (Produttori Associati, PA/LP 46)
- 1973 - Ciao mare (Produttori Associati, PAF/LP 3003)
- 1974 - Concerto popolare (Produttori Associati, PAF/LP 3016)
- 1974 - La canta (Ricordi, CDOR 8267)
- 1974 - Simpatia (Ricordi, CDOR 8456)
- 1975 - Dal vivo (Ricordi, CDOR 8387)
- 1976 - Amico Sole (Ricordi, CDOR 8455)
- 1982 - La musica solare (Musica Solare, CDOR 8991)
- 1983 - E... e... estate (Musica Solare, Ariston, CDOR 8989)
- 1984 - La banda degli angeli (Musica Solare, Ariston, CDOR 8990)
- 1985 - Amore e fisarmonica (Musica Solare, CDOR 9002)
- 1985 - Discoballo n. 1 (Musica Solare, CDOR 9000)
- 1986 - Innamorarsi in Riviera (Musica Solare, CDOR 9003)
- 1987 - Discoballo n. 2 (Musica Solare, CDOR 9001)
- 1988 - Simpatici italiani (Musica Solare, CDOR 9145)
- 1990 - Profumo di Balera (Musica Solare, CDOR 9271)
- 1991 - Rimini, Rimini, Rimini (Musica Solare, Fonit Cetra, CDMS 104)
- 1991 - Dedicato a Secondo Casadei (Musica Solare)
- 1992 - Atmosfera blu. L'ora del tango (Musica Solare)
- 1993 - Buone notizie! Gli italiani hanno ricominciato a ballare... (Musica Solare)
- 1994 - Ancora buone notizie. I solisti del latino romagnolo (Musica Solare)
- 1995 - Navigando col re del ballo dal vivo dalla nave del sole (Musica Solare)
- 1996 - La terra dei cachi, con Elio e le Storie Tese (Musica Solare-Aspirine music)
- 1996 - Romagna mia (Musica Solare)
- 1996 - Cantautori a prova di ballo (Musica Solare)
- 1996 - Fisarmonica italiana (Musica Solare)
- 1997 - Caschè. Il meglio del tango (Musica Solare)
- 1997 - Il migliore (Musica Solare)
- 1997 - La canzone del mare (Musica Solare)
- 1998 - Ballamondo. Tutti i balli del mondo in un solo disco! (Musica Solare)
- 1999 - Raoul Casadei l'orchestra italiana dal vivo (concerto live) (Musica Solare)
- 2000 - Romagna capitale Romagna mia (Musica Solare)

### Singoli
- Mirna bella/Via libera (Fonit, SPS 0409)
- Seimilauno/Io cerco marito (Fonit, SPS 0410)
- Ritmando con Raoul/Lugano T.V. (Fonit, SPS 0411)
- Dedicato a Mina/Non ti scordar (Fonit, SPS 0412)
- Pina/Loredana (Fonit, SPS 0413)
- Gelsomina/Torna maggio (Fonit, SPS 0414)
- 1970 - Il re del clarino/Dai Pedulli (Fonit Cetra, SP 1433)
- 1970 - Malinconico settembre/Verde speranza (Fonit Cetra, SP 1434)
- 1970 - Io cerco la morosa/Rosalia (Fonit Cetra, SP 1435)
- 1970 - La droga/Il valzer degli sposati (Fonit Cetra, SP 1436)
- 1970 - Il re del sax/Wilma (Fonit Cetra, SP 1437)
- 1970 - Salute a tutti/Mascotte (Fonit Cetra, SP 1438)
- 1972 - La mia gente/1906 (Fonit Cetra, SP 1476)
- 1972 - Festivalbar/Ip, ip, ip urrà (Fonit Cetra, SP 1477)
- 1972 - Romagna mia/Prillo (Fonit Cetra, SP 1479)
- 1972 - Vento in poppa/Vento in poppa (Fonit Cetra, SP 1481)
- 1972 - Il passatore/Riviera romagnola (Fonit Cetra, SP 1488)
- 1973 - Dire, fare... baciare/Mare Adriatico (Fonit Cetra, SP 1520)
- 1973 - Ciao mare/La marcialonga (Produttori Associati, PA-NP-3218)
- 1974 - Ritorna a Rimini/In bocca al lupo (Fonit Cetra, SP 1566)
- 1974 - Non c'è pace tra gli ulivi/La sfida dei clarini (Cetra, SP 1567)
- 1974 - Il cacciatore/San Marino goodbye (Fonit Cetra, SP 1568)
- 1974 - La minigonna/Buona fortuna (Fonit Cetra, SP 1569)
- 1974 - La canta/Una chitarra e un fiore (Produttori Associati, PA-NP-3226)
- 1974 - La mazurka di periferia/Il valzer dell'amicizia (Produttori Associati, PA-NP-3228)
- 1974 - Simpatia/Poeta (Produttori Associati, PA-NP-3234)
- 1975 - Giramondo/La ballata del camionista (Produttori Associati, PA-NP-3238)
- 1975 - All'osteria (Produttori Associati, PA-NP-3242)
- 1976 - Concerto popolare/Amico sole (Produttori Associati, PA-NP-3252)
- 1976 - Pedala, pedala.../Pedala, pedala... (disco version) (Produttori Associati, PA-NP-3258)
- 1977 - Ja ja allegria/Polesine (Warner Bros., T-16965)
- 1977 - ...E viene sabato, e poi domenica/Alle Hawaii (Warner Bros., T-17112)
- 1979 - Pronto chi parla/Fratello amore (Warner Bros., T-17337)
- 1979 - Io ti do... l'amore/Per amore tuo (Warner Bros., T-17488)
- 1981 - Il turno/Sole d'autunno (Warner Bros., T-17845)
- 1982 - Calcio di rigore/Mare d'estate (lato A con Hansi Müller) (Ariston, AR-00941)
- 1985 - Sogno di Ferragosto/Amore e fisarmonica (Musica Solare, ZBMS-7429)
- 1986 - Figli miei, vita mia/La ballata di Jeronimo (RCA Original Cast, BB 40833)

### Raccolte
- 1977-1980 - Raccolta di successi (WEA, 229242191-1)
- 1987 - Figli miei, vita mia. Le telenovelas di Raoul Casadei (BMG Ariola, BK 71328)
- Raccolta n. 1 (Ricordi, CDOR 8953)
- Raccolta n. 2 (Ricordi, CDOR 8954)
- Ballate con... (Ricordi, CDOR 8111)

### Cofanetti
- Cofanetto 3 LP (Ricordi, AORL 38730)

## Filmografia
- La nottata, regia di Tonino Cervi (1974)
- Vai col liscio, regia di Giancarlo Nicotra (1976)
- L'uomo che sconfisse il boogie, regia di Davide Cocchi (2006)